# Cortiella
Cortiella és un despoblat dins el terme d'Alforja, al Baix Camp.
La vila va ser donada per la reina Sança, esposa d'Alfons I, a Ramon de Ganagot el desembre del 1190 i s'integrà al domini d'Alforja per la continuïtat dels termes i la unitat de senyoria i va seguir els seus mateixos passos. Sança es va reservar per a si mateixa una mina de plata i els delmes per la mitra (arquebisbat de Tarragona).
Mai no fou una zona gaire poblada i la màxima població que consta és de tres focs el 1708. El 1553 s'indicaven 3 focs i 8 masos. Va ser membre de la comuna del Camp entre 1586 i 1669. La capella de Santa Maria de Cortiella es troba avui dia al Mas d'en Mestres, casa pairal dels Mestre, el cap de la qual el 1872, Josep Antoni Mestre 
March, fou un destacat cap carlí (el primer Mestre documentat a Cortiella es Joan Mestre el 1553). El mas que reunia una bona part del terme, va ser refet el 1860. Disposa de cementiri propi.